# Helmond Sport in het seizoen 1967/68
Het seizoen 1967/1968 was het eerste jaar in het bestaan van de Helmondse betaaldvoetbalclub Helmond Sport. De club kwam uit in de Tweede divisie en eindigde daarin op de tweede plaats, dit betekende dat de club meedeed aan de nacompetitie voor promotie. Na twee gewonnen wedstrijden promoveerde de club naar de Eerste divisie. Tevens deed de club mee aan het toernooi om de KNVB beker, hierin werd de club in de groepsfase uitgeschakeld.

## Wedstrijdstatistieken

### Tweede divisie
| Speelronde 1 | De Graafschap | 1 – 0 (0 – 0)                       | Helmond Sport                             |
| Datum: Zondag 13 augustus 1967, 14:30 uur Stadion: De Vijverberg, Doetinchem Toeschouwers: 4.000 Scheidsrechter: Jan Godding             | Franz Möllers 75' | 1 – 0                               |                                           |
| Speelronde 2 | Helmond Sport | 2 – 1 (0 – 1)                       | Veendam                                   |
| Datum: Zondag 20 augustus 1967, 14:30 uur Stadion: Sportpark de Braak, Helmond Toeschouwers: 4.000 Scheidsrechter: Henk Vlug             | Lambert Kreekels 59' Lambert Kreekels 85'                                                                                                 | 0 – 1 1 – 1 2 – 1                   | 26' Sietse Boonstra                       |
| Speelronde 3 | Hilversum | 1 – 1 (0 – 1)                       | Helmond Sport                             |
| Datum: Zondag 27 augustus 1967, 14:30 uur Stadion: Gemeentelijk Sportpark, Hilversum Toeschouwers: 1.000 Scheidsrechter: Joop Mulders    | Evert van Ginkel | 0 – 1 1 – 1                         | Jan van Veghel                            |
| Speelronde 4 | Helmond Sport | 2 – 0 (2 – 0)                       | Roda JC                                   |
| Datum: Zondag 3 september 1967, 14:30 uur Stadion: Sportpark de Braak, Helmond Toeschouwers: 2.500 Scheidsrechter: Joop Bentvelzen       | Gerrie van Berlo 11' Gerrie van Berlo 29'                                                                                                 | 1 – 0 2 – 0                         |                                           |
| Speelronde 5 | NOAD | 1 – 0 (0 – 0)                       | Helmond Sport                             |
| Datum: Zondag 10 september 1967, 14:30 uur Stadion: Gemeentelijk Sportpark, Tilburg Toeschouwers: 1.500 Scheidsrechter: Fred Bus         | Ad Brekelmans 63' | 1 – 0                               |                                           |
| Speelronde 6 | Helmond Sport | 6 – 0 (2 – 0)                       | Zwolsche Boys                             |
| Datum: Zondag 17 september 1967, 14:30 uur Stadion: Sportpark de Braak, Helmond Toeschouwers: 3.500 Scheidsrechter: J.W.H. Cools         | Fons van Wissen Wim van den Berk Gerrie van Berlo Wim van den Berk Gerrie van Berlo Wim van den Berk                                      | 1 – 0 2 – 0 3 – 0 4 – 0 5 – 0 6 – 0 |                                           |
| Speelronde 7 | EDO | 1 – 1 (0 – 1)                       | Helmond Sport                             |
| Datum: Zondag 24 september 1967, 14:30 uur Stadion: Noordersportpark, Haarlem Toeschouwers: 4.000 Scheidsrechter: Henk Weerink           | John Burke 83' | 0 – 1 1 – 1                         | 11' Lambert Kreekels                      |
| Speelronde 8 | Helmond Sport | 2 – 0 (0 – 0)                       | ZFC                                       |
| Datum: Zondag 1 oktober 1967, 14:30 uur Stadion: Sportpark de Braak, Helmond Toeschouwers: 4.500 Scheidsrechter: Cees Voermans           | Lambert Kreekels 50' Marius Boerekamps | 1 – 0 2 – 0                         |                                           |
| Speelronde 9 | Helmond Sport | 0 – 0                               | Hermes DVS                                |
| Datum: Zondag 8 oktober 1967, 14:30 uur Stadion: Sportpark de Braak, Helmond Toeschouwers: 5.000 Scheidsrechter: Joop Mulders            | |                                     |                                           |
| Speelronde 10 | Wageningen | 1 – 1 (1 – 0)                       | Helmond Sport                             |
| Datum: Zondag 15 oktober 1967, 14:30 uur Stadion: Stadion de Wageningse Berg, Wageningen Toeschouwers: 2.500 Scheidsrechter: Jan Godding | Marcel Broecks | 1 – 0 1 – 1                         | Wim van den Berk                          |
| Speelronde 11 | Helmond Sport | 2 – 0 (1 – 0)                       | Baronie                                   |
| Datum: Zondag 22 oktober 1967, 14:30 uur Stadion: Sportpark de Braak, Helmond Toeschouwers: 4.500 Scheidsrechter: Ben Hoppenbrouwer      | Lambert Kreekels (pen) Fons van Wissen | 1 – 0 2 – 0                         |                                           |
| Speelronde 12 | Heerenveen | 1 – 1 (1 – 1)                       | Helmond Sport                             |
| Datum: Zondag 29 oktober 1967, 14:30 uur Stadion: J.H. Kruisstraat, Heerenveen Toeschouwers: 1.000 Scheidsrechter: J.W.H. Cools          | Cees Kist 34' | 0 – 1 1 – 1                         | 13' Wim van den Berk                      |
| Speelronde 13 | Helmond Sport | 0 – 1 (0 – 1)                       | SC Gooiland                               |
| Datum: Zondag 5 november 1967, 14:30 uur Stadion: Sportpark de Braak, Helmond Toeschouwers: 5.000 Scheidsrechter: Jan Hendriks           | | 0 – 1                               | Ger Farenhorst                            |
| Speelronde 14 | Limburgia | '0 – 0                              | Helmond Sport                             |
| Datum: Zondag 12 november 1967, 14:30 uur Stadion: Venweg, Brunssum Toeschouwers: 2.500 Scheidsrechter: Koen Brouwer                     | |                                     |                                           |
| Speelronde 15 | Helmond Sport | 1 – 0 (1 – 0)                       | PEC                                       |
| Datum: Zondag 19 november 1967, 14:30 uur Stadion: Sportpark de Braak, Helmond Toeschouwers: 4.000 Scheidsrechter: Arie van Gemert       | Jan van Veghel 35' | 1 – 0                               |                                           |
| Speelronde 16 | AGOVV | 1 – 1 (0 – 1)                       | Helmond Sport                             |
| Datum: Zondag 26 november 1967, 14:30 uur Stadion: Sportpark Berg & Bos, Apeldoorn Toeschouwers: 5.500 Scheidsrechter: Jo Barmentlo      | Gerard van Straalen | 0 – 1 1 – 1                         | Lambert Kreekels                          |
| Speelronde 17 | Helmond Sport | 4 – 1 (2 – 0)                       | Fortuna                                   |
| Datum: Zondag 3 december 1967, 14:30 uur Stadion: Sportpark de Braak, Helmond Toeschouwers: 4.000 Scheidsrechter: Henk Vlug              | Lambert Kreekels 11' Lambert Kreekels 16' Lambert Kreekels 87'                                                                            | 1 – 0 2 – 0 2 – 1 3 – 1 4 – 1       | 72' Jan Bouman                            |
| Speelronde 18 | Excelsior | 0 – 0                               | Helmond Sport                             |
| Datum: Zondag 17 december 1967, 14:30 uur Stadion: Woudestein, Rotterdam Toeschouwers: 1.500 Scheidsrechter: Gerrit Berrevoets           | |                                     |                                           |
| Speelronde 19 | Helmond Sport | 4 – 1 (1 – 1)                       | SC Drente                                 |
| Datum: Zondag 24 december 1967, 14:30 uur Stadion: Sportpark de Braak, Helmond Toeschouwers: 4.000 Scheidsrechter: Joop Bentvelzen       | Fons van Wissen 22' Wim van den Berk 48' Lambert Kreekels 65' Gerrie van Berlo 73'                                                        | 0 – 1 1 – 1 2 – 1 3 – 1 4 – 1       | 15' Gerrie de Jonge                       |
| Speelronde 20 | Helmond Sport | 1 – 0 (0 – 0)                       | De Graafschap                             |
| Datum: Zondag 7 januari 1968, 14:30 uur Stadion: Sportpark de Braak, Helmond Toeschouwers: 3.500 Scheidsrechter: Koen Brouwer            | Wim van den Berk | 1 – 0                               |                                           |
| Speelronde 21 | Veendam | 0 – 2 (0 – 1)                       | Helmond Sport                             |
| Datum: Zondag 21 januari 1968, 14:30 uur Stadion: Sportpark De Langeleegte, Veendam Toeschouwers: 5.500 Scheidsrechter: Joop Vervoort    | | 0 – 1 0 – 2                         | 38' Lambert Kreekels 68' Lambert Kreekels |
| Speelronde 22 | Helmond Sport | 4 – 0 (2 – 0)                       | Hilversum                                 |
| Datum: Zondag 28 januari 1968, 14:30 uur Stadion: Sportpark de Braak, Helmond Toeschouwers: 4.000 Scheidsrechter: Henk Weerink           | Jan van Veghel Gerrie van Berlo Wim van den Berk Lambert Kreekels                                                                         | 1 – 0 2 – 0 3 – 0 4 – 0             |                                           |
| Speelronde 23 | Roda JC | 2 – 1 (0 – 1)                       | Helmond Sport                             |
| Datum: Zondag 4 februari 1968, 14:30 uur Stadion: Sportpark Kaalheide, Kerkrade Toeschouwers: 3.000 Scheidsrechter: Jan Bom              | Wim Langenhuizen 72' Horst Gnielka 87' | 0 – 1 1 – 1 2 – 1                   | 31' Wim van den Berk                      |
| Speelronde 24 | Helmond Sport | 0 – 0                               | NOAD                                      |
| Datum: Zondag 11 februari 1968, 14:30 uur Stadion: Sportpark de Braak, Helmond Toeschouwers: 4.000 Scheidsrechter: Ben Hoppenbrouwer     | |                                     |                                           |
| Speelronde 25 | Zwolsche Boys | 0 – 1 (0 – 0)                       | Helmond Sport                             |
| Datum: Zondag 18 februari 1968, 14:30 uur Stadion: Gemeentelijk Sportpark , Zwolle Toeschouwers: 1.000 Scheidsrechter: Bernard Verbeek   | | 0 – 1                               | Jan van Veghel                            |
| Speelronde 26 | Helmond Sport | 1 – 0 (0 – 0)                       | EDO                                       |
| Datum: Zondag 3 maart 1968, 14:30 uur Stadion: Sportpark de Braak, Helmond Toeschouwers: 4.000 Scheidsrechter: Lau van Ravens            | Wim van den Berk | 1 – 0                               |                                           |
| Speelronde 27 | ZFC | 1 – 0 (1 – 0)                       | Helmond Sport                             |
| Datum: Zondag 17 maart 1968, 14:30 uur Stadion: Westzanerdijk, Zaandam Toeschouwers: 800 Scheidsrechter: Henk Geurens                    | Map Marijt 41' | 1 – 0                               |                                           |
| Speelronde 28 | Hermes DVS | 1 – 1 (0 – 0)                       | Helmond Sport                             |
| Datum: Zondag 31 maart 1968, 14:30 uur Stadion: Sportpark Harga, Schiedam Toeschouwers: 700 Scheidsrechter: Martin Batelaan              | Coen Groenewegen 50' | 1 – 0 1 – 1                         | 71' Tiny van der Putten                   |
| Speelronde 29 | Helmond Sport | 1 – 1 (0 – 1)                       | Wageningen                                |
| Datum: Zondag 7 april 1968, 14:30 uur Stadion: Sportpark de Braak, Helmond Toeschouwers: 9.000 Scheidsrechter: Henk Klopper              | Gerrie van Berlo 50' | 0 – 1 1 – 1                         | 34' Joop van Viegen                       |
| Speelronde 30 | Baronie | 0 – 2 (0 – 0)                       | Helmond Sport                             |
| Datum: Zondag 21 april 1968, 14:30 uur Stadion: Sportpark De Blauwe Kei, Breda Toeschouwers: 3.000 Scheidsrechter: Joop Mulders          | | 0 – 1 0 – 2                         | 52' Fons van Wissen 65' Wim van den Berk  |
| Speelronde 31 | Helmond Sport | 3 – 1 (1 – 0)                       | Heerenveen                                |
| Datum: Zondag 5 mei 1968, 14:30 uur Stadion: Sportpark de Braak, Helmond Toeschouwers: 3.500 Scheidsrechter: Jan Regtop                  | Wim van den Berk 40' Lambert Kreekels 62' Wiep Fabriek (e.d.) 74'                                                                         | 1 – 0 1 – 1 2 – 1 3 – 1             | 52' Cees Kist                             |
| Speelronde 32 | SC Gooiland | 2 – 2 (1 – 0)                       | Helmond Sport                             |
| Datum: Zondag 12 mei 1968, 14:30 uur Stadion: Gemeentelijk Sportpark, Hilversum Toeschouwers: 1.700 Scheidsrechter: Joop Bentvelzen      | Piet Boogaard Huub Lenz 48' | 1 – 0 1 – 1 2 – 1 2 – 2             | Fons van Wissen Loek Chatrou              |
| Speelronde 33 | Helmond Sport | 1 – 0 (0 – 0)                       | Limburgia                                 |
| Datum: Zondag 19 mei 1968, 14:30 uur Stadion: Sportpark de Braak, Helmond Toeschouwers: 4.000 Scheidsrechter: Frans Derks                | Arie Meeuwsen 81' | 1 – 0                               |                                           |
| Speelronde 34 | SC Drente | 4 – 1 (2 – 0)                       | Helmond Sport                             |
| Datum: Donderdag 23 mei 1968, 14:30 uur Stadion: Sportpark De Planeet, Klazienaveen Toeschouwers: 1.000 Scheidsrechter: Martin Batelaan  | Frens Doldersum 6' Bennie Kracht Wout Bosman                                                                                              | 1 – 0 2 – 0 3 – 0 3 – 1 4 – 1       | 73' Arie Meeuwsen                         |
| Speelronde 35 | PEC | 0 – 0                               | Helmond Sport                             |
| Datum: Zondag 26 mei 1968, 14:30 uur Stadion: Sportpark De Vrolijkheid, Zwolle Toeschouwers: 800 Scheidsrechter: Ben Hoppenbrouwer       | |                                     |                                           |
| Speelronde 36 | Helmond Sport | 6 – 0 (2 – 0)                       | AGOVV                                     |
| Datum: Maandag 3 juni 1968, 14:30 uur Stadion: Sportpark de Braak, Helmond Toeschouwers: 4.000 Scheidsrechter: Joop Mulders              | Tonnie Perdon (e.d.) 12' Fons van Wissen 34' Wim van den Berk 46' Wim van den Berk 60' Tiny van der Putten 78' Lambert Kreekels (pen) 87' | 1 – 0 2 – 0 3 – 0 4 – 0 5 – 0 6 – 0 |                                           |
| Speelronde 37 | Fortuna | 1 – 0 (1 – 0)                       | Helmond Sport                             |
| Datum: Zondag 9 juni 1968, 14:30 uur Stadion: Floreslaan, Vlaardingen Toeschouwers: 6.000 Scheidsrechter: Janus Aalbrecht                | Cees Bouman 5' | 1 – 0                               |                                           |
| Speelronde 38 | Helmond Sport | 4 – 1 (3 – 0)                       | Excelsior                                 |
| Datum: Zondag 16 juni 1968, 14:30 uur Stadion: Sportpark de Braak, Helmond Toeschouwers: 8.000 Scheidsrechter: Cees Voermans             | Lambert Kreekels 2' Tiny van der Putten 4' Wim van den Berk 27' Wim van den Berk 62'                                                      | 1 – 0 2 – 0 3 – 0 4 – 0 4 – 1       | 80' Hans Bassant                          |

### Beker
| Groepswedstrijd 1 | PSV                                                            | 5 – 0 (0 – 0)                 | Helmond Sport |
| Datum: Zondag 31 december 1967, 14:30 uur Stadion: Philips Sportpark, Eindhoven Toeschouwers: 4.500 Scheidsrechter: Ad Boogaerts | Willy van der Kuijlen Wim van den Dungen Willy van der Kuijlen | 1 – 0 2 – 0 3 – 0 4 – 0 5 – 0 |               |
| Groepswedstrijd 2 | FC VVV                                                         | 0 – 0                         | Helmond Sport |
| Datum: Zaterdag 24 februari 1968, 14:30 uur Stadion: Stadion De Kraal, Venlo Toeschouwers: 300 Scheidsrechter: Henk Pijper       |                                                                |                               |               |
| Groepswedstrijd 3 | Helmond Sport                                                  | 3 – 0 (1 – 0)                 | Eindhoven     |
| Datum: Zondag 24 maart 1968, 14:30 uur Stadion: Sportpark de Braak, Helmond Toeschouwers: 2.500 Scheidsrechter: Theo Boosten     | Lambert Kreekels Jan van Veghel                                | 1 – 0 2 – 0 3 – 0             |               |

### Nacompetitie
| Wedstrijd 1 | Fortuna                                        | 0 – 1 (0 – 1)                       | Helmond Sport |
| Datum: Zondag 23 juni 1968, 14.30 uur Stadion: Floreslaan, Vlaardingen Toeschouwers: 12.000 Scheidsrechter: Wim Schalks         |                                                | 0 – 1                               | Arie Meeuwsen |
| Wedstrijd 2 | Helmond Sport                                  | 5 – 1 (2 – 0)                       | Veendam       |
| Datum: Zondag 30 juni 1968, 14.30 uur Stadion: Sportpark de Braak, Helmond Toeschouwers: 3.000 Scheidsrechter: Gerard Klaassens | Gerrie van Berlo Arie Meeuwsen George Voorjans | 1 – 0 2 – 0 3 – 0 3 – 1 4 – 1 5 – 1 | Bé Kuiper     |

## Statistieken Helmond Sport 1967/68

### Eindstand Helmond Sport in de Nederlandse Tweede divisie 1967 / 1968
| Stand | Gespeeld | Gewonnen | Gelijk | Verloren | Punten | Doelpunten voor | Doelpunten tegen |
| ----- | -------- | -------- | ------ | -------- | ------ | --------------- | ---------------- |
| 2e    | 38       | 18       | 13     | 7        | 49     | 59              | 25               |

### Topscorers
| #                | Naam                | Goal |
| ---------------- | ------------------- | ---- |
| 1.               | Lambert Kreekels    | 17   |
| 2.               | Wim van den Berk    | 16   |
| 3.               | Gerrie van Berlo    | 7    |
| 4.               | Fons van Wissen     | 6    |
| 5.               | Jan van Veghel      | 4    |
| 6.               | Tiny van der Putten | 3    |
| 7.               | Arie Meeuwsen       | 2    |
| 8.               | Marius Boerekamps   | 1    |
| 8.               | Loek Chatrou        | 1    |
| Eigen doelpunten |                     |      |
| 1.               | Wiep Fabriek        | 1    |
| 1.               | Tonnie Perdon       | 1    |
| Totaal           | Totaal              | 59   |

| #      | Naam             | Goal |
| ------ | ---------------- | ---- |
| 1.     | Lambert Kreekels | 2    |
| 2.     | Arie Meeuwsen    | 1    |
| Totaal | Totaal           | 3    |

| #      | Naam             | Goal |
| ------ | ---------------- | ---- |
| 1.     | Arie Meeuwsen    | 3    |
| 2.     | Gerrie van Berlo | 2    |
| 3.     | George Voorjans  | 1    |
| Totaal | Totaal           | 6    |

### Punten per speelronde
| Speelronde | 1 | 2 | 3 | 4 | 5 | 6 | 7 | 8 | 9 | 10 | 11 | 12 | 13 | 14 | 15 | 16 | 17 | 18 | 19 | 20 | 21 | 22 | 23 | 24 | 25 | 26 | 27 | 28 | 29 | 30 | 31 | 32 | 33 | 34 | 35 | 36 | 37 | 38 |
| ---------- | - | - | - | - | - | - | - | - | - | -- | -- | -- | -- | -- | -- | -- | -- | -- | -- | -- | -- | -- | -- | -- | -- | -- | -- | -- | -- | -- | -- | -- | -- | -- | -- | -- | -- | -- |
| Punten     | 0 | 2 | 1 | 2 | 0 | 2 | 1 | 2 | 1 | 1  | 2  | 1  | 0  | 1  | 2  | 1  | 2  | 1  | 2  | 2  | 2  | 2  | 0  | 1  | 2  | 2  | 0  | 1  | 1  | 2  | 2  | 1  | 2  | 0  | 1  | 2  | 0  | 2  |

### Punten na speelronde
| Speelronde | 1 | 2 | 3 | 4 | 5 | 6 | 7 | 8  | 9  | 10 | 11 | 12 | 13 | 14 | 15 | 16 | 17 | 18 | 19 | 20 | 21 | 22 | 23 | 24 | 25 | 26 | 27 | 28 | 29 | 30 | 31 | 32 | 33 | 34 | 35 | 36 | 37 | 38 |
| ---------- | - | - | - | - | - | - | - | -- | -- | -- | -- | -- | -- | -- | -- | -- | -- | -- | -- | -- | -- | -- | -- | -- | -- | -- | -- | -- | -- | -- | -- | -- | -- | -- | -- | -- | -- | -- |
| Punten     | 0 | 2 | 3 | 5 | 5 | 7 | 8 | 10 | 11 | 12 | 14 | 15 | 15 | 16 | 18 | 19 | 21 | 22 | 24 | 26 | 28 | 30 | 30 | 31 | 33 | 35 | 35 | 36 | 37 | 39 | 41 | 42 | 44 | 44 | 45 | 47 | 47 | 49 |

### Stand na speelronde
| Speelronde | 1   | 2   | 3  | 4  | 5   | 6  | 7  | 8  | 9  | 10 | 11 | 12 | 13 | 14 | 15 | 16 | 17 | 18 | 19 | 20 | 21 | 22 | 23 | 24 | 25 | 26 | 27 | 28 | 29 | 30 | 31 | 32 | 33 | 34 | 35 | 36 | 37 | 38 |
| ---------- | --- | --- | -- | -- | --- | -- | -- | -- | -- | -- | -- | -- | -- | -- | -- | -- | -- | -- | -- | -- | -- | -- | -- | -- | -- | -- | -- | -- | -- | -- | -- | -- | -- | -- | -- | -- | -- | -- |
| Stand      | 16e | 10e | 9e | 7e | 11e | 7e | 8e | 6e | 5e | 6e | 5e | 5e | 8e | 7e | 5e | 6e | 4e | 4e | 3e | 3e | 2e | 2e | 3e | 2e | 2e | 2e | 3e | 3e | 2e | 2e | 2e | 2e | 2e | 2e | 2e | 2e | 2e | 2e |

### Doelpunten per speelronde
| Speelronde | 1 | 2 | 3 | 4 | 5 | 6 | 7 | 8 | 9 | 10 | 11 | 12 | 13 | 14 | 15 | 16 | 17 | 18 | 19 | 20 | 21 | 22 | 23 | 24 | 25 | 26 | 27 | 28 | 29 | 30 | 31 | 32 | 33 | 34 | 35 | 36 | 37 | 38 | Totaal |
| ---------- | - | - | - | - | - | - | - | - | - | -- | -- | -- | -- | -- | -- | -- | -- | -- | -- | -- | -- | -- | -- | -- | -- | -- | -- | -- | -- | -- | -- | -- | -- | -- | -- | -- | -- | -- | ------ |
| Doelpunten | 0 | 2 | 1 | 2 | 0 | 6 | 1 | 2 | 0 | 1  | 2  | 1  | 0  | 0  | 1  | 1  | 4  | 0  | 4  | 1  | 2  | 4  | 1  | 0  | 1  | 1  | 0  | 1  | 1  | 2  | 3  | 2  | 2  | 1  | 0  | 6  | 0  | 4  | 59     |

## Voetnoten
AGOVV · Baronie · SC Drente · EDO · Excelsior · Fortuna · Gooiland · De Graafschap · Heerenveen · Helmond Sport · Hermes DVS · Hilversum · Limburgia · NOAD · PEC · Roda JC · Veendam · Wageningen · ZFC · Zwolsche Boys